# Marie Martin
Marie Martin (1856 in Niedermeiser geboren – 1926) war eine deutsche Frauenrechtlerin und Essayistin.

## Wirken
Marie Martin gehörte zu den bedeutenden Frauenrechtlerinnen im Deutschen Kaiserreich. Bei der großen Reform für die Mädchenbildung im Jahr 1908 war sie eine wesentliche Vermittlerin zwischen dem preußischen Kulturpolitiker Friedrich Althoff, Adolf von Harnack (einem führenden Kopf der Reform) und Kaiserin Auguste Viktoria. Wahrscheinlich war es Martins Denkschrift „Die Kulturaufgabe der höheren Mädchenbildung“ von 1904 zu verdanken, dass sich die Kaiserin für diese Ziele der Frauenbewegung engagierte.
Marie Martin zählt zu den ersten Frauen, die als Organisatorinnen des Evangelischen Kirchentages in Erscheinung traten.

## Schriften
- Aus der Welt der deutschen Frau. Berlin: Schwetschke, 1906.
- Wahre Frauenbildung: ein Mahnwort an die Gebildeten. Tübingen: Mohr, 1905 (Digitalisat und Volltext im Deutschen Textarchiv).
- Lehrbuch der Mädchenerziehung für Lehrerinnenbildungsanstalten und zum Selbstunterricht. Bd. 1: Allgemeine Erziehungslehre: Lehre vom Menschen mit besonderer Berücksichtigung der weiblichen Natur (Psychologie). Leipzig: Dürr, 1903.